# Mosson, Côte-d'Or
För andra betydelser, se Mosson.
Mosson är en kommun i departementet Côte-d'Or i regionen Bourgogne-Franche-Comté i östra Frankrike. Kommunen ligger i kantonen Châtillon-sur-Seine som tillhör arrondissementet Montbard. År 2022 hade Mosson 68 invånare.

## Befolkningsutveckling
Antalet invånare i kommunen Mosson
Referens:INSEE